# Christophe Barratier
Pour les articles homonymes, voir Barratier.
Christophe Barratier est un réalisateur, scénariste et producteur de cinéma français, né le 17 juin 1963 à Paris.

## Biographie

### Origines familiales
Christophe Barratier est le fils de l’actrice et attachée de presse française Eva Simonet. Par sa mère, il est ainsi le neveu de l'acteur et réalisateur Jacques Perrin.

### Formation
Avant d'être cinéaste, il suit une formation musicale classique et un cursus de guitariste classique : il obtient une licence de concert de l'École normale de musique de Paris, ainsi que plusieurs prix de concours internationaux.

### Carrière
En 1991, Christophe Barratier entre dans la société de production Galatée Films, fondée et dirigée par son oncle Jacques Perrin. Il y apprend le métier de producteur, et accompagne notamment Microcosmos : Le Peuple de l'herbe (1995), Himalaya : L'Enfance d'un chef (1999) et Le Peuple migrateur (2001) en tant que producteur délégué.
En 2001, il passe à la réalisation avec le court-métrage Les Tombales, qui réunit Lambert Wilson et Carole Weiss. Adapté de la nouvelle de Guy de Maupassant, ce film, accompagné par la musique de Bruno Coulais, est notamment sélectionné au Festival du court métrage de Clermont-Ferrand.
Son premier long métrage sort en 2004 : Les Choristes, qui est une adaptation du film de Jean Dréville, La Cage aux rossignols (1945), adaptation signée avec le scénariste Philippe Lopes-Curval. Le film rencontre un vif succès. En 2006, Christophe Barratier attaque en justice les annonceurs, qu'il accuse de favoriser le piratage en faisant de la publicité sur des sites de téléchargement illégal. Il perd ce procès symbolique le 21 juin 2006.
Il réalise ensuite Faubourg 36. Il se base sur des films mythiques chorégraphiés par Busby Berkeley et sur un scénario décrivant des prolétaires rencontrant une occasion inédite, comme dans La Belle Équipe.
Il se lance avec le producteur Thomas Langmann dans une nouvelle adaptation de La Guerre des boutons de Louis Pergaud, qui se passerait durant la Seconde Guerre mondiale, en France occupée par les nazis. Le problème de cette guerre des boutons est qu'elle a un autre concurrent : une autre version de Yann Samuell. Barratier sort sa version une semaine après. Les critiques sont mitigés et chacune des versions fait un million et demi d'entrées.
Il met ensuite en scène L'Outsider qui revient sur le parcours du trader français Jérôme Kerviel, célèbre pour avoir occasionné une perte de cinq milliards d'euros à son employeur, la Société générale. Le film sort en juin 2016. Pourtant peu apprécié par des critiques tel Samuel Douhaire, préférant comparer le film au Loup de Wall Street de Martin Scorsese, L'Outsider a su plaire à un public avide d'une nouvelle perspective sur le monde de la finance française. La quatrième réalisation de Christophe Barratier rompt en effet avec trois films à forte connotation historique mais séduit par son caractère bien documenté car il s'appuie sur l'autobiographie de Jérôme Kerviel : L'Engrenage : mémoire d'un trader. L'Outsider a permis de relater une affaire très médiatisée en France tout en conservant une impartialité à l'égard de celui qui s'est présenté comme une victime du mode de fonctionnement des banques.
L'année suivante, Christophe Barratier présente l’adaptation de son premier film Les Choristes en spectacle musical destiné à la scène des Folies Bergère. Les enfants de la maîtrise des Hauts-de-Seine sont les interprètes des choristes du réalisateur.
En 2018, Christophe Barratier collabore avec Pascal Obispo pour mettre en scène sa comédie musicale Jésus, de Nazareth à Jérusalem, qui s'inspire des plus grands péplums hollywoodiens.

## Thématiques et réceptions
Le succès international issu du long métrage Les Choristes amorça la singularité qui caractérise les films de Christophe Barratier. Sa touche cinématographique dégage une profondeur au travers des personnalités des personnages, entretenant leur humanité de surcroît. En outre, la musique étant sa première passion, Barratier lui accorde une valeur centrale dans ses réalisations, ce qui accentue son cachet empreint d'un goût prononcé pour une classe artistique d'antan.
Le succès du spectacle musical Les Choristes présenté en 2017 au théâtre des Folies Bergère à Paris a suscité un regain d'intérêt outre-Atlantique pour le chef-d'œuvre de Christophe Barratier. Grâce notamment à une mise en scène par Serge Denoncourt et une adaptation aux côtés de Maryse Warda, le Québec obtient sa version du spectacle le 23 mai 2018 avec une dizaine de jeunes interprètes issus des Petits Chanteurs de Laval et du Mont-Royal. Toutefois, le décor, les personnages et l'histoire demeurent fidèles au scénario original. Le succès de cette transposition de l'histoire française au Québec illustre bien le pouvoir de la musique et de l'art en général à transcender les limites tant géographiques qu'émotionnelles au sein du public.
Cette méticulosité attachée aux mélodies dans ses films lui a valu en 2005 les césars de meilleure musique originale et du meilleur son, ainsi que deux nominations aux oscars (meilleure chanson et meilleur film étranger). C'est ce même caractère authentique qui lui assura le succès de son deuxième long-métrage, Faubourg 36, lequel reçut un accueil très enthousiaste au festival de Toronto.
Les Choristes furent bien accueillis dans un premier temps. Mais après le succès du film, les réactions de plusieurs médias sont critiques, accusant le film de passéisme, Les Inrocks estimant même que c'est un film d'un paternalisme sournois, au parfum de IVe république, digne de Jean-Pierre Raffarin. Les films suivants eurent la même réception.
Le cinéaste a comme référence les cinéastes d'avant la Seconde Guerre mondiale, la qualité française, courant du cinéma d'artisanat, méprisé par la nouvelle vague et par toutes les critiques de cinéma, ce même si certains cinéastes cinéphiles, les plus fameux étant Bertrand Tavernier et Paul Vecchiali, souhaitent, pour certains réalisateurs, la réhabilitation critique. Les réalisateurs-sources cités par Barratier sont ainsi : Marcel Carné, Julien Duvivier, René Clair, Henri-Georges Clouzot, Jean Boyer, René Clément ainsi que le scénariste Jacques Prévert, grand pourvoyeur du réalisme poétique.
Ce regain d'intérêt suscite le désamour d'un pan de la critique,. Ainsi Chronic'art le traite de « Stanley Kubrick du cinéma rétro ». Libération dit que le cinéaste cite des références prestigieuses mais reste au niveau de Jean Boyer ou Gilles Grangier, très méprisés.

## Engagement
En décembre 2023, il est signataire de la tribune controversée N'effacez pas Gérard Depardieu visant notamment à défendre la présomption d'innocence de Gérard Depardieu, alors accusé de viol, agression sexuelle et harcèlement sexuel.

## Filmographie

### Réalisateur et scénariste

#### Courts métrages
- 2002 : Les Tombales (avec Lambert Wilson, Carole Weiss et Kad Merad, 15 minutes, édité en bonus du DVD des Choristes)
- 2005 : Qui est Laugier ? (documentaire de 29 minutes édité en bonus du DVD La Cage aux rossignols)
- 2009 : Vercors

#### Longs métrages
- 2004 : Les Choristes
- 2008 : Faubourg 36
- 2011 : La Nouvelle Guerre des boutons
- 2016 : L'Outsider
- 2021 : Envole-moi
- 2022 : Le Temps des secrets
- 2023 : Comme par magie
- 2026 : Les Enfants de la résistance

### Acteur
- 1999 : La Dilettante de Pascal Thomas

### Box-office
| Titre                          | Année | Entrées           |
| Les Choristes                  | 2004  | 8 669 186 entrées |
| Faubourg 36                    | 2008  | 1 331 585 entrées |
| La Nouvelle Guerre des boutons | 2011  | 1 542 231 entrées |
| L'Outsider                     | 2016  | 218 167 entrées   |
| Envole-moi                     | 2021  | 270 756 entrées   |
| Le Temps des secrets           | 2022  | 441 741 entrées   |

## Théâtre
Metteur en scène
- 2009 : Chat en poche de Georges Feydeau, théâtre national de Nice
- 2010 : Il était une fois Joe Dassin de lui-même, au Grand Rex

### Spectacle musical
Metteur en scène
- 2017 : Les Choristes - Folies Bergère[15]
- 2017 : Jésus, de Nazareth à Jérusalem

## Distinctions

### Récompenses
- Gérard 2011 : Pire film pour La Nouvelle Guerre des Boutons
- Colcoa Film Festival 2011 : prix spécial de la critique, mention spéciale du public pour La Nouvelle Guerre des Boutons
- Trophées du Film français 2011 : trophée du public pour La Nouvelle Guerre des Boutons

### Nominations
- Césars 2005 : meilleur premier film et meilleure réalisation pour Les Choristes
- BAFA 2005 : meilleur scénario adapté et meilleur film en langue étrangère pour Les Choristes
- Golden GlobeS 2005 : meilleur film en langue étrangère pour Les Choristes
- Oscars 2005 : meilleur film étranger pour Les Choristes
- Premio Goya 2005 : meilleur film européen pour Les Choristes
- Golden Orange International Film Competition 2016 : meilleur réalisateur et meilleur scénario pour L'Outsider